# Bundesautobahn 261
L'autostrada 261, in tedesco Bundesautobahn 261, rappresenta di fatto un by pass che permette agli automobilisti provenienti dal nord della città di Amburgo di dirigersi in direzione di Brema (e viceversa) senza dover per forza passare dal Maschener Kreuz (ovvero l'intersezione diretta tra la BAB1 e la BAB7).
È lunga 9 km circa ed è integralmente a due corsie per carreggiata.

## Percorso
| BAB 261 |           |                            |     |                |                |
| Tipo    | n° uscita | Indicazione                | km  | Corrispondenze | Strada europea |
|         | 1         | Dreieck Hamburg Sudwest    | 0,8 |                |                |
|         | 2         | Hamburg Marmstorf - Lurade | 1,7 |                |                |
|         | 3         | Totensen (Rosengarten)     | 5,0 |                |                |
|         | 4         | Buchholzer Dreieck         | 9,7 |                |                |